# Christian Djoos
Christian Djoos (né le 6 août 1994 à Göteborg en Suède) est un joueur professionnel suédois de hockey sur glace. Il évolue au poste de défenseur.

## Biographie
Il est le fils de Pär Djoos, joueur de hockey professionnel ayant joué dans la LNH et majoritairement au sein de l'Elitserien, championnat élite suédois.
Formé au Brynäs IF, il devient professionnel avec cette équipe en 2011-2012 au sein de l'Elitserien. Il est repêché par les Capitals de Washington au 195e rang lors du septième tour du repêchage d'entrée dans la LNH 2012. Il devient régulier avec le Brynäs IF à partir de la saison 2012-2013. Après avoir joué trois saisons complètes avec son club formateur, il rejoint l'organisation des Capitals, en jouant pour leur équipe affiliée dans la LAH, les Bears de Hershey, vers la fin de la saison 2014-2015.
Il intègre l'effectif des Capitals à partir de la saison 2017-2018. Durant cette même saison, il aide son équipe à remporter la Coupe Stanley après avoir défait les Golden Knights de Vegas en finale.
Le 24 février 2020, il est échangé aux Ducks d'Anaheim en retour de l'attaquant Daniel Sprong.
Il est soumis au ballottage par les Ducks, le 8 janvier 2021. Il est réclamé, le lendemain, par les Red Wings de Détroit.

## Statistiques

### En club
| Saison     | Équipe                 | Ligue           |     | Saison régulière | Saison régulière | Saison régulière | Saison régulière | Saison régulière |   | Séries éliminatoires | Séries éliminatoires | Séries éliminatoires | Séries éliminatoires | Séries éliminatoires |
| Saison     | Équipe                 | Ligue           | PJ  | B                | A                | Pts              | Pun              | PJ               | B | A                    | Pts                  | Pun                  |                      |                      |
| 2010-2011  | Brynäs IF U20          | J20 SuperElit   | 11  | 0                | 1                | 1                | 0                | -                | - | -                    | -                    | -                    |                      |                      |
| 2011-2012  | Brynäs IF U20          | J20 SuperElit   | 40  | 3                | 21               | 24               | 22               | 2                | 0 | 0                    | 0                    | 0                    |                      |                      |
| 2011-2012  | Brynäs IF              | Elitserien      | 1   | 0                | 0                | 0                | 0                | -                | - | -                    | -                    | -                    |                      |                      |
| 2012-2013  | Brynäs IF U20          | J20 SuperElit   | 2   | 0                | 2                | 2                | 2                | -                | - | -                    | -                    | -                    |                      |                      |
| 2012-2013  | Brynäs IF              | Elitserien      | 47  | 2                | 6                | 8                | 38               | 4                | 0 | 0                    | 0                    | 0                    |                      |                      |
| 2013-2014  | Brynäs IF U20          | J20 SuperElit   | 1   | 0                | 1                | 1                | 0                | 1                | 0 | 0                    | 0                    | 0                    |                      |                      |
| 2013-2014  | Brynäs IF              | SHL             | 47  | 1                | 12               | 13               | 4                | 5                | 1 | 2                    | 3                    | 0                    |                      |                      |
| 2014-2015  | Brynäs IF              | SHL             | 50  | 5                | 12               | 17               | 22               | 7                | 1 | 1                    | 2                    | 8                    |                      |                      |
| 2014-2015  | Bears de Hershey       | LAH             | 1   | 0                | 1                | 1                | 0                | -                | - | -                    | -                    | -                    |                      |                      |
| 2015-2016  | Bears de Hershey       | LAH             | 62  | 8                | 14               | 22               | 8                | 21               | 2 | 7                    | 9                    | 8                    |                      |                      |
| 2016-2017  | Bears de Hershey       | LAH             | 66  | 13               | 45               | 58               | 34               | 12               | 2 | 6                    | 8                    | 2                    |                      |                      |
| 2017-2018  | Capitals de Washington | LNH             | 63  | 3                | 11               | 14               | 10               | 22               | 0 | 1                    | 1                    | 4                    |                      |                      |
| 2018-2019  | Capitals de Washington | LNH             | 45  | 1                | 9                | 10               | 4                | 3                | 0 | 0                    | 0                    | 0                    |                      |                      |
| 2018-2019  | Bears de Hershey       | LAH             | 2   | 0                | 0                | 0                | 2                | -                | - | -                    | -                    | -                    |                      |                      |
| 2019-2020  | Ducks d'Anaheim        | LNH             | 9   | 1                | 2                | 3                | 0                | -                | - | -                    | -                    | -                    |                      |                      |
| 2020-2021  | Red Wings de Détroit   | LNH             | 36  | 2                | 9                | 11               | 14               | -                | - | -                    | -                    | -                    |                      |                      |
| 2021-2022  | EV Zoug                | National League | 50  | 3                | 24               | 27               | 12               | 15               | 4 | 8                    | 12                   | 2                    |                      |                      |
| 2022-2023  | EV Zoug                | National League | 52  | 9                | 27               | 36               | 12               | 11               | 0 | 3                    | 3                    | 29                   |                      |                      |
| 2023-2024  | Lausanne HC            | National League | 49  | 4                | 24               | 28               | 6                | 18               | 0 | 6                    | 6                    | 4                    |                      |                      |
| 2024-2025  | Brynäs IF              | SHL             | 28  | 2                | 9                | 11               | 2                | 17               | 0 | 8                    | 8                    | 0                    |                      |                      |
| Totaux LNH | Totaux LNH             | Totaux LNH      | 155 | 7                | 31               | 38               | 28               | 25               | 0 | 1                    | 1                    | 4                    |                      |                      |

### En équipe nationale
| Année | Équipe    | Compétition                  |   | PJ | B | A | Pts | Pun               |  | Résultat |
| 2012  | Suède U18 | Championnat du monde -18 ans | 6 | 1  | 2 | 3 | 2   | Médaille d'argent |  |          |
| 2013  | Suède U20 | Championnat du monde junior  | 6 | 0  | 3 | 3 | 0   | Médaille d'argent |  |          |
| 2014  | Suède U20 | Championnat du monde junior  | 7 | 2  | 1 | 3 | 2   | Médaille d'argent |  |          |

## Trophées et honneurs personnels
- 2017-2018 : champion de la Coupe Stanley avec les Capitals de Washington.